# DFB-Pokal 1960-1961
La DFB-Pokal 1961 fu la 18ª edizione del torneo. Furono 16 le squadre a sfidarsi nei 4 turni del trofeo. In finale il Werder Brema sconfisse il Kaiserslautern 2–0.

## Ottavi di finale
| Squadra 1             | Risultato   | Squadra 2        |
| --------------------- | ----------- | ---------------- |
| 28.07.1961            |             |                  |
| Eintracht Francoforte | 2 - 3 (dts) | Colonia          |
| 29.07.1961            |             |                  |
| Hildesheim            | 1 - 2       | Stoccarda        |
| Tasmania Berlino      | 4 - 1       | Altona 93        |
| Saarbrücken           | 0 - 1       | Werder Brema     |
| Kaiserslautern        | 2 - 0       | 20px Heider SV   |
| Hamborn 07            | 3 - 1       | Waldhof Mannheim |
| Pirmasens             | 3 - 2       | Bochum           |
| Karlsruhe             | 7 - 2       | Wuppertal        |

## Quarti di finale
| Squadra 1      | Risultato   | Squadra 2        |
| -------------- | ----------- | ---------------- |
| 16.08.1961     |             |                  |
| Stoccarda      | 0 - 1       | Karlsruhe        |
| Werder Brema   | 3 - 2       | Colonia          |
| Kaiserslautern | 2 - 1 (dts) | Tasmania Berlino |
| Hamborn 07     | 3 - 2 (dts) | Pirmasens        |

## Semifinali
| Squadra 1    | Risultato | Squadra 2      |
| ------------ | --------- | -------------- |
| 23.08.1961   |           |                |
| Hamborn 07   | 1 - 2     | Kaiserslautern |
| Werder Brema | 3 - 2     | Karlsruhe      |

## Finale
| Squadra 1    | Risultato | Squadra 2      |
| ------------ | --------- | -------------- |
| 13.09.1961   |           |                |
| Werder Brema | 2 - 0     | Kaiserslautern |

| Arbitro: | Günter Sparing (Kassel) |

|                            |           |  |
| Schröder 10’ Jagielski 52’ | Marcatori |  |

| SV WERDER BREMEN: |   |                   |
|                   |   |                   |
| GK                | 1 | Heinrich Kokartis |
| DF                |   | Sepp Piontek      |
| DF                |   | Walter Nachtwey   |
| MF                |   | Helmut Schimeczek |
| MF                |   | Arnold Schütz     |
| MF                |   | Helmut Jagielski  |
| FW                |   | Günter Wilmovius  |
| FW                |   | Willi Schröder    |
| FW                |   | Horst Barth       |
| FW                |   | Willi Soya        |
| FW                |   | Klaus Hänel       |
| Allenatore:       |   |                   |
| Georg Knöpfle     |   |                   |

| 1. FC KAISERSLAUTERN: |   |                     |
|                       |   |                     |
| GK                    | 1 | Wolfgang Schnarr    |
| DF                    |   | Gerhard Miksa       |
| DF                    |   | Werner Liebrich     |
| MF                    |   | Gerd Schneider      |
| MF                    |   | Dieter Pulter       |
| MF                    |   | Heinrich Bauer      |
| FW                    |   | Günther Kasperski   |
| FW                    |   | Jürgen Neumann      |
| FW                    |   | Gerhard Settelmayer |
| FW                    |   | Winfried Richter    |
| FW                    |   | Manfred Feldmüller  |
| Allenatore:           |   |                     |
| ?                     |   |                     |

 SV Werder Bremen
(1º successo)